# Blienschwiller
Blienschwiller är en kommun i departementet Bas-Rhin i regionen Grand Est (tidigare regionen Alsace) i nordöstra Frankrike. Kommunen ligger i kantonen Barr som tillhör arrondissementet Sélestat-Erstein. År 2022 hade Blienschwiller 305 invånare.

## Befolkningsutveckling
Antalet invånare i kommunen Blienschwiller
| Referens: INSEE |